# Уманська міська територіальна громада
У́манська міська громада — територіальна громада в Україні, в Уманському районі Черкаської області. Адміністративний центр — місто Умань.
Площа громади — 61,3 км², населення — 83 836 мешканців (2020).
Громада утворена 2020 року зі складу Уманської міської та Полянецької сільської рад.

## Склад
До складу громади входять:
| Населений пункт  | Населення, осіб (1989) | Населення, осіб (2001) |
| ---------------- | ---------------------- | ---------------------- |
| Полянецьке, село | 1433                   | 1291                   |
| Умань, місто     | 90335                  | 87843                  |

## Старостинський округ
- Полянецький[3]